# ICD-10 챕터 VII: 귀와 유양돌기의 질병
ICD-10 목록의 8번째 챕터이다. H60-H95까지를 포괄하며, 귀와 유양돌기의 질병(Diseases of the ear and mastoid process)에 대한 챕터이다.

## H60-H99 - 귀와 유양돌기의 질병

### (H60-H62) 외이의 질병
- H60 외이염
- H61 외이의 기타 장애
- H62 달리 분류된 질병에서의 외이의 장애

### (H65-H75) - 중이 및 유양돌기의 질병
- H65 비화농성 중이염
- H66 화농성 및 분류되지 않는 중이염
- H67 달리 분류된 질병에서의 중이염
- H68 이관염 및 이관 폐색
- H69 이관의 기타 장애
- H70 유양돌기염 및 관련 상태
- H71 중이 진주종
- H72 고막 천공
- H73 고막의 기타 장애
- H74 중이 및 유양돌기의 기타 장애
- H75 달리 분류된 질병에서의 중이 및 유양돌기의 기타 장애

### (H80-H83) 내이의 질병
- H80 이경화증
- H81 전정기관의 장애
  - H81.0 메니에르 병
  - H81.1 양성 발작성 현기증
  - H81.2 전정 신경세포염
- H82 달리 분류된 질병에서의 현기성 증후군
- H83 내이의 기타 장애
  - H83.0 내이염
  - H83.1 미로누공
  - H83.2 미로의 기능장애
  - H83.3 내이의 소음

### (H90-H95) 귀의 기타 장애
- H90 감각신경성 난청
- H91 기타 난청
  - H91.0 내이신경독성 난청
  - H91.1 노화성 난청
  - H91.2 돌발 특발성 난청
  - H91.3 달리 분류되지 않은 농아
- H92 귀앓이 및 귀의 삼출
  - H92.0 귀앓이
- H93 귀의 기타 장애, 달리 분류되지 않음
  - H93.1 이명
  - H93.3 청신경 장애
- H94 달리 분류된 질병에서의 귀의 기타 장애
- H95 귀 및 유양돌기의 치료후 장애, 달리 분류되지 않음

## 상위 항목
- ICD-10